# Група Ріо

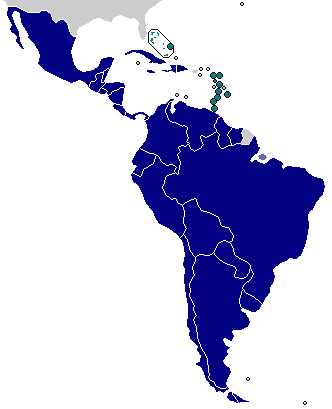
Члени «Групи Ріо».

Гру́па Ріо (ісп. Grupo de Río) (порт. Grupo do Rio) — постійно діючий механізм політичних консультацій країн Латинської Америки і Карибського басейну. Заснована 18 грудня 1986 р. на нараді у Ріо-де-Жанейро такими країнами регіону, як: Аргентина, Бразилія, Колумбія, Мексика, Панама, Перу, Уругвай та Венесуела. У рамках діяльності, члени групи зустрічаються на рівні керівників держав та міністрів іноземних справ щорічно у одній з країн об'єднання. Рішення приймаються на основі консенсусу усіма членами групи.
Група була започаткована спочатку чотирма країнами (Мексикою, Колумбією, Венесуелою та Панамою) — пізніше до них приєдналися інші: (Аргентина, Бразилія, Перу та Уругвай). З 1990 р. отримала назву «Група восьми»; у тому ж році назву змінила на «Група Ріо».

## Члени організації
| - Аргентина (1986) - Болівія (1990) - Бразилія (1986) - Чилі (1990) - Колумбія (1986) - Коста-Рика (2000) - Куба (2008) - Еквадор (1990) - Сальвадор (2000) - Гватемала (2000) - Гаяна (2008) |  | - Гондурас (2000) - Мексика (1986) - Нікарагуа (2000) - Панама (1986) - Парагвай (1990) - Перу (1986) - Домініканська Республіка (2000) - Суринам (2009) - Уругвай (1986) - Венесуела (1986) - КАРІКОМ |